# Rozet-Saint-Albin
Rozet-Saint-Albin är en kommun i departementet Aisne i regionen Hauts-de-France i norra Frankrike. Kommunen ligger  i kantonen Neuilly-Saint-Front som ligger i arrondissementet Château-Thierry. År 2022 hade Rozet-Saint-Albin 333 invånare.

## Befolkningsutveckling
Antalet invånare i kommunen Rozet-Saint-Albin
Referens: INSEE